# 矮株龙葵
矮株龙葵（学名：Solanum nigrum var. humile）为茄科茄属下的一个变种。中国见于云南、四川等地。欧洲广泛分布。